# Primarias parlamentarias de Renovación Nacional de 2013
Las primarias parlamentarias de Renovación Nacional de 2013 fueron el método de elección de varios candidatos a diputado de dicho partido político chileno, para la elecciones parlamentarias de 2013. En esa misma fecha la Alianza realizó también sus primarias presidenciales a nivel nacional.
Inicialmente, la Unión Demócrata Independiente —el otro partido miembro de la Alianza— había contemplado realizar también primarias parlamentarias, sin embargo, el 1 de mayo el partido decidió que éstas no se llevarían a cabo.

## Desarrollo

### Candidaturas en la UDI
A fines de 2012, dentro de la Unión Demócrata Independiente comenzó a plantearse la posibilidad de realizar primarias parlamentarias en los distritos y circunscripciones donde hubiera más de un interesado en competir por un cupo. En esa dirección, el partido desarrolló un reglamento para primarias internas, estableciendo como requisito presentar a lo menos 100 firmas ante notario de militantes del partido para el caso de los candidatos a senadores y 50 para quienes aspiren a la Cámara Baja. En el caso de independientes, esta cifra aumenta a 120 y 60, respectivamente, debiendo también contar con el patrocinio de la directiva central de la UDI.
La realización de primarias parlamentarias era vista como una solución para definir a los candidatos en lugares donde la competencia por el cupo enfrentaba a importantes figuras del gremialismo, siendo el caso más emblemático el de Santiago Oriente con Iván Moreira y Ena von Baer, quienes incluso ya habían comenzado su despliegue para la campaña electoral. 
El 20 de abril de 2013, el Consejo General de la UDI había acordado realizar primarias en cuatro distritos electorales:
- Distrito 2 (Iquique)
  - Renzo Trisotti: abogado. Ex seremi de Desarrollo Social (2012-2013) y de Justicia (2010-2012) y exconcejal de Iquique (2008-2010).
  - Felipe Rojas Andrade: exgobernador de la Provincia de Iquique (2010-2012) y exconcejal de Iquique (2008-2010).
- Distrito 4 (Antofagasta)
  - Robert Araya: Abogado. Excandidato a alcalde de Antofagasta en 2012, exconcejal por la misma ciudad (2004-2010) y exdirector regional de Sercotec (2010-2011).
  - Luis Alberto Gaete: director regional del Sercotec desde 2011.
  - Rodrigo Arellano Falcón: académico de la UDP. Exconcejal por La Pintana (2004-2012).
  - Eslayne Portilla: periodista. Excandidato independiente a alcalde de Antofagasta en 2012.
- VIII Circunscripción (Santiago Oriente)
  - Iván Moreira: diputado por el distrito 27 (El Bosque, La Cisterna y San Ramón), desde 1994.
  - Ena von Baer: periodista. Senadora por Santiago Oriente desde 2011. Anteriormente Ministra Secretaria General de Gobierno (2010-2011).
- XVII Circunscripción (Los Lagos)
  - José Antonio Kast: diputado por distrito 30 (Buin, Calera de Tango, Paine y San Bernardo), desde 2002.
  - Carlos Recondo: diputado por el distrito 56, desde 1990.

Sin embargo, el 30 de abril de 2013, la directiva de la colectividad decidió que finalmente no se realizarían primarias parlamentarias, con el objeto de enfocar todos los recursos de la UDI en la campaña de Pablo Longueira para la primaria presidencial.

### Primarias en Renovación Nacional
En diciembre de 2012, Felipe Kast y un grupo de independientes de centro-derecha crearon el movimiento Evolución Política (Evópoli), anunciando que buscarían participar en las primarias de la Alianza a realizarse en junio. Para ello, el nuevo referente comenzó conversaciones tanto con RN como con la UDI, y el 17 de enero de 2013, Evópoli y Renovación Nacional suscribieron un acuerdo para que los candidatos que serían presentados por ese nuevo movimiento pudieran participar.
El 24 de marzo de 2013, Evópoli presentó su plantilla con 8 candidatos al Congreso, los cuales para poder competir tendrían que ser luego aprobados por los Consejos Regionales de Renovación Nacional.
El 13 de abril de 2013, Renovación Nacional realizó un Consejo General Extraordinario donde se determinó la realización de primarias en 15 distritos. Sin embargo, al día de la inscripción de las candidaturas ante el Servicio Electoral, se determinó que se realizarían primarias de diputados solamente en 10 distritos.

## Candidatos
La lista oficial de candidaturas para las primarias parlamentarias es la siguiente:

### Distrito 1
- Gabriel Abusleme Alfaro  (RN): empresario y actual director regional de la CORFO en Arica.[15]
- Christian Álvarez Mancilla (RN): actual director ejecutivo de la Agencia Regional de Desarrollo Productivo (ARDP) de Arica.
- Benedicto Colina: jefe de finanzas de la municipalidad de Arica. Ha sido secretario municipal y ha ejercido en ocasiones como alcalde subrogante.
- Jorge Bernal Peralta (RN): ingeniero comercial. Consejero regional por la Provincia de Parinacota (2005-2009).
- Víctor Mardones Bernal (RN): arquitecto. Consejero general de RN.
- Ximena Valcarce Becerra (RN): periodista. Exdiputada por el distrito 1 (2006-2010). Exgobernadora de Provincia de Arica y candidata a alcaldesa de la ciudad de Arica en 2012; actualmente se desempeña como asesora del gobierno regional.

Aunque en el Consejo de RN del 13 de abril su nombre estaba entre los que competerían en las primarias, finalmente la precandidatura de Romina Autran Niedbalski, directora del Sernam en la Región de Arica y Parinacota, no prosperó.

### Distrito 2
- Néstor Jofré (RN): exconcejal (2004-2005) y exdiputado por Iquique (2005-2006). Desde 2010 seremi de Economía de la Región de Tarapacá.
- Ronel Beto Torres Fernández (RN): director regional de la JUNJI.

En este distrito se tenía contemplado que también competiría el empresario Enrique Anguita Godoy, sin embargo, su precandidatura tuvo que ser retirada debido a que el Servicio Electoral informó que Anguita aparecía inscrito en la UDI, cuestión que lo inhabilitaba para competir por RN.

### Distrito 7
- Pablo Argandoña Medina (RN): ingeniero, exgobernador de la Provincia de Elqui.
- Marcelo Castagneto Arancibia (RN): arquitecto, excandidato a alcalde de La Serena en las elecciones municipales de 2012.
- Cristián Pinto Torres (RN): hijo de la exalcaldesa de Vicuña, Gloria Torres Espejo. También excandidato a alcalde de Paihuano.

### Distrito 11
- Jaime Amar (RN): exalcalde de San Felipe (1994-2012).
- Italo de Blasis (RN): abogado.
- Raúl Díaz (RN): presidente comunal de RN en Los Andes.
- Gaspar Rivas (RN): diputado por el distrito 11.

### Distrito 19

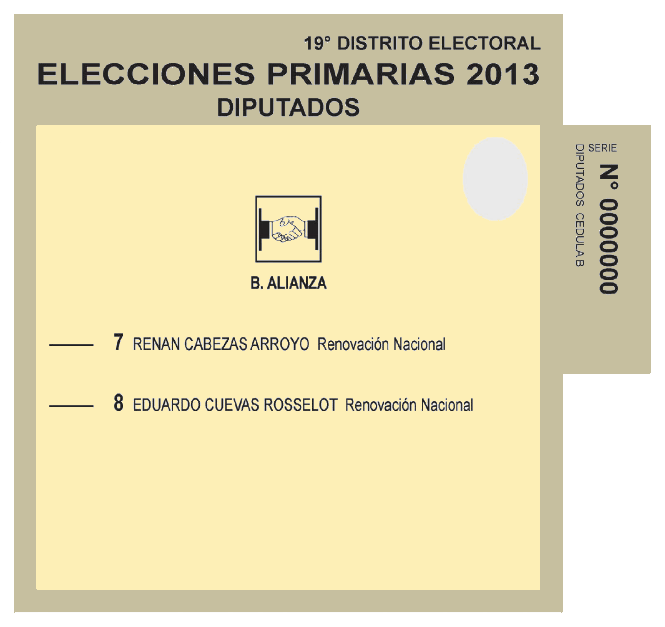
Voto utilizado en la primaria parlamentaria de RN en el distrito 19.

- Renán Cabezas (RN): fonoaudiólogo. expresidente de la Federación de Estudiantes de la Universidad del Bío-Bío y dirigente de la Juventud RN.
- Eduardo Cuevas (RN): psicólogo. Trabajó como jefe del Departamento de Capacitación a Personas del SENCE y luego en el Ministerio de Obras Públicas.

En este distrito se tenía contemplado que también competiría la historiadora Valentina Verbal, sin embargo, depuso su precandidatura luego de que el Servicio Electoral y el Tribunal Calificador de Elecciones no aceptaran utilizar el nombre social de la candidata en vez del que en ese momento era su nombre jurídico (Gonzalo Verbal), ya que la candidata es transexual.

### Distrito 33
- Emiliano Orueta (RN): ingeniero agrónomo, exconcejal de Codegua (2008-2012) y actual director regional de SERCOTEC Región de O'Higgins.
- Johanna Olivares (RN): sicóloga, actual directora regional del SENDA Metropolitano.
- Lucía Muñoz (RN): profesora, una de las fundadoras del Colegio San Antonio del Baluarte de Rengo.

En este distrito se tenía contemplado que también competiría el economista Pedro Pablo Ogaz, seremi de Economía de la Región de O'Higgins, sin embargo, su precandidatura fue retirada personalmente para fomentar, según sus dichos, la unidad de su colectividad.

### Distrito 49
- Jorge Pillampel (RN): exsecretario regional ministerial de Bienes Nacionales en la Región de la Araucanía.
- Pablo Artigas (RN): exconcejal de Galvarino y exdirector regional del FOSIS en la Región de la Araucanía.
- Diego Paulsen (RN): asesor jurídico de la bancada parlamentaria de RN.
- Verónica Garrido (Evópoli): directora del Sernam en la Región de la Araucanía.
- Cristián Greenhill (Ind): jurado de la Federación del Rodeo Chileno.

### Distrito 56
- Luis Masferrer (RN): abogado y exdirector nacional de Gendarmería de Chile.
- Marcelo Ruiz (RN): expresidente de la Juventud Renovación Nacional en la Región de Los Lagos.

### Distrito 59
- Antonio Horvath Gutiérrez (RN): ingeniero, presidente de la Fundación Aysén Futuro. Hijo del senador Antonio Horvath.
- Geoconda Navarrete (Evópoli): asistente social. Ha trabajado en la municipalidad de Cisnes y el SERVIU.

### Distrito 60
- Gloria Vilicic (RN): exgobernadora de la Provincia de Magallanes (2010-2012).
- Álvaro Contreras (RN): expresidente de la Asociación Industrial de Tierra del Fuego.
- Claudio Radonich (RN): exdirector jurídico de la Asociación Chilena de Municipalidades.

## Resultados nacionales
| Partido                                                           | Partido                     | Partido                     | Votos   | %       | Candidatos | Nominados |
| ----------------------------------------------------------------- | --------------------------- | --------------------------- | ------- | ------- | ---------- | --------- |
|                                                                   |                             | Renovación Nacional         | 178 255 | 93,92 % | 29         | 10        |
|                                                                   |                             | Independientes              | 11 538  | 6,08 %  | 3          | 0         |
| Total de votos válidos                                            | Total de votos válidos      | Total de votos válidos      | 189 793 | 63,09 % |            |           |
| Votos nulos                                                       | Votos nulos                 | Votos nulos                 | 51 577  | 17,15 % |            |           |
| Votos en blanco                                                   | Votos en blanco             | Votos en blanco             | 59 444  | 19,76 % |            |           |
| Total de sufragios emitidos                                       | Total de sufragios emitidos | Total de sufragios emitidos | 300 814 | 100 %   |            |           |
| Resultados oficiales con el 100% de las mesas escrutadas (SERVEL) |                             |                             |         |         |            |           |

## Resultados por distrito

### Distrito 1
Correspondiente a las comunas de Arica, Camarones, General Lagos y Putre.
|  | 45,18 % |

|  | 14,28 % |

|  | 12,06 % |

|  | 9,98 % |

|  | 11,10 % |

|  | 7,40 % |

### Distrito 2
Correspondiente a las comunas de Alto Hospicio, Camiña, Colchane, Huara, Iquique, Pica y Pozo Almonte.
|  | 37,61 % |

|  | 62,39 % |

### Distrito 7
Correspondiente a las comunas de Andacollo, La Higuera, La Serena, Paihuano y Vicuña.
|  | 48,59 % |

|  | 30,30 % |

|  | 21,11 % |

### Distrito 11
Correspondiente a las comunas de Calle Larga, Catemu, Llaillay, Los Andes, Panquehue, Putaendo, Rinconada, San Esteban, San Felipe y Santa María.
|  | 23,83 % |

|  | 18,81 % |

|  | 6,56 % |

|  | 50,80 % |

### Distrito 19
Correspondiente a las comunas de Recoleta e Independencia.
|  | 43,06 % |

|  | 56,94 % |

### Distrito 33
Correspondiente a las comunas de Codegua, Coínco, Coltauco, Doñihue, Graneros, Machalí, Malloa, Mostazal, Olivar, Quinta de Tilcoco, Rengo y Requínoa.
|  | 41,18 % |

|  | 23,56 % |

|  | 35,26 % |

### Distrito 49
Correspondiente a las comunas de Curacautín, Galvarino, Lautaro, Lonquimay, Melipeuco, Perquenco, Victoria y Vilcún.
|  | 32,63 % |

|  | 20,66 % |

|  | 11,69 % |

|  | 16,41 % |

|  | 18,62 % |

### Distrito 56
Correspondiente a las comunas de Fresia, Frutillar, Llanquihue, Los Muermos, Puerto Octay, Puerto Varas, Puyehue, Purranque y Río Negro.
|  | 46,61 % |

|  | 53,39 % |

### Distrito 59
Correspondiente a las comunas de Aysén, Cisnes, Chile Chico, Coyhaique, Cochrane, Guaitecas, Lago Verde, Río Ibáñez, O'Higgins y Tortel.
|  | 51,89 % |

|  | 48,11 % |

### Distrito 60
Correspondiente a las comunas de Antártica, Cabo de Hornos, Laguna Blanca, Natales, Porvenir, Primavera, Punta Arenas, Río Verde, San Gregorio, Timaukel y Torres del Paine.
|  | 23,12 % |

|  | 41,86 % |

|  | 35,02 % |